# Рудник Брокен-Хіллз
Рудник Брокен-Хіллз — колишнє гірничодобувне підприємство на Північному острові Нової Зеландії.
В 1896-му права на розробку золоторудного родовища придбала компанія Broken Hill Mining, яка інвестувала значні кошти у прокладання двох штолень, спорудження колії для вивозу руди та закупівлю обладнання фабрики з вилучення золота. Втім, останнє не встигли змонтувати, оскільки уточнені дані про запаси золота змусили відмовитись від проекту та припинити роботи в 1898-му.
В 1899-му рудник викупила компанія Tairua Broken Hills Goldmining, яка узялась за подовження штолень та змогла цього ж року переробити 600 тонн кварцитів із отриманням 6 кілограмів золота. Оскільки первісно обрана технологія мала погані показники вилучення, в 1900-му почали використання технології ціанування, що дало можливість при переробці 2200 тонн кварцитів отримати 42 кілограми золота (з них 22 кг амальгамуванням та 20 кг ціануванням).
До 1909-го запаси були випрацьовані, при цьому накопичений видобуток склав 31 тисячу тонн кварцитів, з яких отримали 1,59 тонни золота.
З кінця 1990-х та до 2012-го (протягом 13 років) на Брокен-Хіллз вела видобуток сім'я Рабоун (Rabone), що використовувала старовинні ручні методи підземних робіт та організовувала тури для туристів. У підсумку цю діяльність прийшлось перервати через припис застосовувати такі ж методи безпеки, як і на сучасних шахтах.